# Projekt 615
Projekt 615 (v kódu NATO třída Quebec) je třída pobřežních ponorek, postavených v Sovětském svazu v době studené války. Ponorky byly vybaveny pohonem nezávislým na přístupu vzduchu (AIP), čímž ostatní námořnictva předběhly o celé čtvrtstoletí. Technologická nevyzrálost systému však později vedla k jeho demontáži. Pro sovětské námořnictvo bylo postaveno 30 ponorek této třídy. Vyřazovány byly v 70. a 80. letech. Jedna je dnes vystavena v Oděse.

## Pozadí vzniku

Nákres ponorky projektu 615

Sovětské loděnice v Leningradu postavily mezi lety 1954–1957 celkem 30 ponorek této třídy.

## Konstrukce
Výzbroj tvořily čtyři 533mm torpédomety s celkovou zásobou osmi torpéd. První tři ponorky rovněž nesly jeden 25mm dvoukanón, který ale byl brzy demontován. Pohonný systém tvořily tři dieselové motory a jeden elektromotor. Roztáčely tři lodní šrouby. Dva diesely pracovaly jako u klasických diesel-elektrických ponorek, přičemž třetí fungoval v uzavřeném cyklu s využitím peroxidu vodíku jako okysličovadla. Ponorka tak pod hladinou mohla zůstat déle a plout rychleji. Na druhou stranu byl systém náchylný k haváriím a požárům. Dosahovala přitom nejvyšší rychlosti 16 uzlů na hladině a 15 uzlů pod hladinou.